# Wolfenstein RPG
Wolfenstein RPG es un videojuego para teléfonos móviles y iOS creado en 2010 por la empresa id Software.

## El juego
La temática del juego es similar a la de Wolfenstein 3D, con la diferencia que Wolfenstein RPG utiliza un sistema de movimiento tipo RPG, en el que el personaje se mueve cantidades discretas de espacio y puede dar giros de 90 grados únicamente.